# Tullybaccart

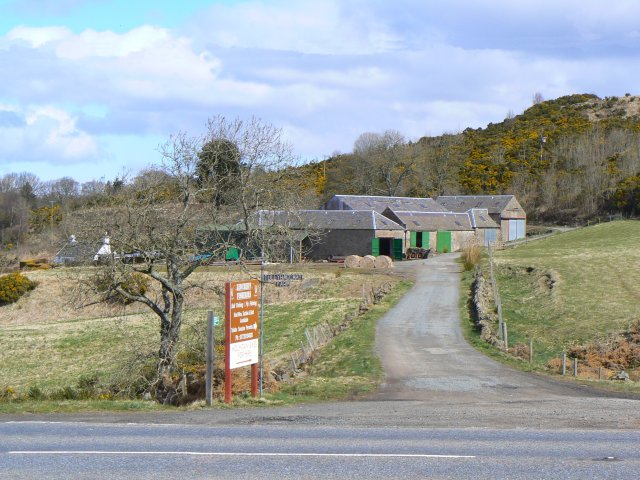
Blick von der Straße auf den Ort

Tullybaccart ist eine kleine Ortschaft im Norden von Schottland, die zwischen Perth im Südwesten und Dundee im Südosten in der Region Perth and Kinross liegt. Im Rahmen der historischen Gliederung Schottlands in Civil Parishes zählt es zu Kettins, das zu Forfarshire gehörte.
Tullybaccart umfasst einen Bauernhof sowie drei weitere Anwesen. Es liegt im Nordwesten der Sidlaw Hills im Übergangsbereich zum angrenzenden Tal Valley of Strathmore. Von mehreren, heute nicht mehr genutzten Steinbrüchen wurde einer in einen Schießstand umgewandelt.
Die am Ort vorbeiführende A 923 verbindet Coupar Angus im Nordwesten mit Dundee. Unmittelbar bei Tullybaccart stößt auf sie eine Nebenstraße, die in südlicher Richtung nach Abernyte führt.